# Датски център за дизайн
Датският център за дизайн (ДДЦ) (на датски: Dansk Design Center) е център за дизайн, разположен в Копенхаген, Дания. Разположен е в нова сграда, проектирана от Хеннинг Ларсен в самия център на града. 
Датският център за дизайн се старае да информира, създавайки надпревара между компаниите, относно дизайна и икономическата ефективност на сградите и да промотира бранда на датския дизайн в страната и чужбина.
Ню Йорк Таймс представя центъра като „клирингова къща за индустрията на дизайн, както и музей за обществеността“. Центърът се състои от 900 m2 за експозиции, магазин и книжарница. Кралският Копенхаген и Джордж Йенсен прибавят прибори за хранене и други дизайнерски елементи, като кафе, конферентни зали, архиви и офиси, като няколко различни експозиции могат да бъдат представени по едно и също време.[2]
Постоянната експозиция се състои от редица дизайнерски икони от Дания и света. В центъра се провеждат и специални експозиции всяка година.
Сградата сама по себе си се състои от две части, 5 етажна сграда, която е разположена на бул. „Х. К. Андерсен“ и двуетажна постройка, която гледа към задния двор.